# Marathon van Amsterdam 1994
De marathon van Amsterdam 1994 werd gelopen op zondag 25 september 1994. Het was de negentiende editie van deze marathon.
De Ethiopiër Tesfaye Eticha kwam bij de mannen als eerste over de streep in 2:15.56. De Nederlandse Barbara Kamp van PAC kwam aan als eerste vrouw in 2:51.57.

## Uitslagen

### Mannen
| rang   | naam             | land | tijd    |
| ------ | ---------------- | ---- | ------- |
| Goud   | Tesfaye Eticha   | ETH  | 2:15.56 |
| Zilver | Nada Saktai      | TAN  | 2:16.01 |
| Brons  | Elgin Mokale     | RSA  | 2:17.51 |
| 4      | Negash Dube      | ETH  | 2:19.02 |
| 5      | Nachumi Sasaki   | JPN  | 2:20.50 |
| 6      | Daniel Mutai     | KEN  | 2:21.03 |
| 7      | Masayoshi Nagano | JPN  | 2:21.13 |
| 8      | Bruno Girard     | FRA  | 2:24.19 |
| 9      | Dick Bruinsma    | NED  | 2:27.31 |

### Vrouwen
| rang   | naam         | land | tijd    |
| ------ | ------------ | ---- | ------- |
| Goud   | Barbara Kamp | NED  | 2:51.57 |
| Zilver | Agnes Hijman | NED  | 2:52.23 |

1975 ·
1976 ·
1977 ·
1978 ·
1979 ·
1980 ·
1981 ·
1982 ·
1983 ·
1984 ·
1985 ·
1986 ·
1987 ·
1988 ·
1989 ·
1990 ·
1991 ·
1992 ·
1993 ·
1994 ·
1995 ·
1996 ·
1997 ·
1998 ·
1999 ·
2000 ·
2001 ·
2002 ·
2003 ·
2004 ·
2005 ·
2006 ·
2007 ·
2008 ·
2009 ·
2010 ·
2011 ·
2012 ·
2013 ·
2014 ·
2015 ·
2016 ·
2017 ·
2018 ·
2019 ·
2020 ·
2021 ·
2022 ·
2023 ·
2024 ·
2025